# China: The Panda Adventure
China: The Panda Adventure (en español: China, la aventura del panda) es una película dramática y de aventuras de 2001 dirigida por Robert M. Young y protagonizada por la actriz estadounidense Maria Bello y el actor chino Xia Yu.
Rodada en China, la cinta está basada en la vida de la diseñadora de modas y socialite Ruth Harkness, una mujer que viajó a China en 1936 y llevó al primer oso panda gigante vivo a los Estados Unidos, no en una jaula o con una correa, sino envuelto en sus propios brazos. En la película también se menciona a Bill Harkness, su esposo, quien murió de cáncer de garganta en Shanghái en 1936 mientras estudiaba las costumbres de los osos panda.

## Sinopsis

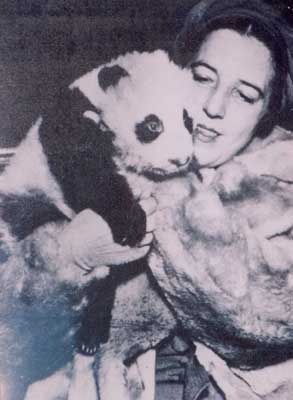
La película se basa en la vida de Ruth Harkness y su cruzada por proteger a los osos panda en China.

Ambientada en la China de 1936, China: The Panda Adventure narra la historia de Ruth Harkness, una mujer que viaja a China para resolver los asuntos de su esposo, Bill, quien murió mientras observaba y estudiaba a los osos panda. Su diario describe al panda como un animal tímido y dócil, mientras que el gran cazador blanco Dakar Johnson los describe como bestias feroces y peligrosas. Este hecho la intriga y se pone en camino para seguir los pasos de Bill y salvar a los pandas de las manos de Johnson. En el camino se encuentra con muchos obstáculos, tanto naturales como creados por el mismo cazador.

## Reparto
- Maria Bello es Ruth Harkness.
- Yu Xia es Quentin Young.
- Xander Berkeley es Dakar Johnston.

## Recepción
La película obtuvo reseñas mixtas por parte de la crítica especializada. En el portal Rotten Tomatoes cuenta con un índice de aprobación del 42% con un índice de audiencia promedio de 5 sobre 10. Sin embargo, fue mejor recibida por la audiencia. En la misma página, la audiencia general le dio un índice de aprobación del 61% y un índice de audiencia promedio de 3.2 sobre 5.
John Monaghan de Detroit Free Press le dio una calificación positiva a la cinta, afirmando: "Young ocasionalmente extrae los clichés del IMAX, pero más a menudo entrega imágenes inolvidables de China al espectador". En otra crítica positiva, John Petrakis del diario Chicago Tribue afirmó: "Si puedes ignorar la historia de las galletas y los personajes de madera y enfocarte en las maravillas naturales que se nos están presentando mientras viajamos por el río Yangtsé, es muy probable que esta película no te decepcione". Philip Wuntch de Dallas Morning News exaltó los escenarios de filmación, afirmando: "Young sabe lo que es importante en una película IMAX y se asegura de que la inmensidad y la belleza de China se correspondan con el aspecto adorable de los pandas".
Robert Koehler de la revista Variety fue más crítico, comentando en su reseña: "A pesar de ser dirigida por Robert M. Young, un gran conocedor de los documentales y las películas de drama, el papel de China en la película se asemeja al de una pieza de madera". A. O. Scott de The New York Times criticó duramente la trama y las actuaciones, afirmando: "La aventura se maneja con tanta ineptitud que la película no genera ni un solo momento de suspenso o interés dramático. Las crisis aparecen y se resuelven rápidamente, por lo general simplemente disolviéndose en la siguiente escena. Aunque en un momento dado aparece con manchas de barro en la parte trasera y las rodillas de sus pantalones, Maria Bello generalmente se ve tan tranquila como una modelo de catálogo de ropa y muestra una gama similar de emociones".